# Leucopogon rotundifolius
Leucopogon rotundifolius är en ljungväxtart som beskrevs av Robert Brown. Leucopogon rotundifolius ingår i släktet Leucopogon och familjen ljungväxter. Inga underarter finns listade i Catalogue of Life.